# Bauer (groupe)
Pour les articles homonymes, voir Bauer.
Bauer est un groupe néerlandais de rock indépendant, originaire d'Amsterdam.

## Histoire
Bauer est formé en 1999 par Berend Dubbe, ancien batteur de Bettie Serveert. Pour soutenir le premier album de Bauer par des concerts, Berend forme un groupe de scène et, avec Sonja van Hamel, Bauer se présente comme un duo de pop entre 2000 et 2006, et sort trois disques. En 2000, Bauer remporte une Zilveren Harp décernée par l'organisation néerlandaise Buma/Stemra. Ce qui commence comme de l'electropop sur les premiers albums se développe au fil du temps en pop orchestrale.
En 2016, après presque 10 ans, Bauer sort un nouvel album : Eyes Fully Open. Comme On the Move en 1999, il s'agit d'un album solo (de Berend). C'est le premier album de Bauer sorti sur Basta Music (auparavant, le groupe est signé sur Excelsior Recordings Partners in Crime, et Wabana).

## Discographie
- 1999 : On the Move (Excelsior Recordings) (album solo de Dubbe)
- 2000 : Can't Stop Singing (Partners in Crime Records)
- 2001 : Can't Stop Singing (Wabana Records)
- 2004 : Baueresque (Excelsior Recordings)
- 2006 : The Bauer Melody of 2006 (Excelsior Recordings) (en featuring avec Metropole Orkest)
- 2016 : Eyes Fully Open (Basta Music)